# Lago Sagami
O Lago Sagami (相模湖, Sagami-ko) é um lago artificial localizado em Midori-ku, Sagamihara, Kanagawa na região de Kanto, Japão. Criado em 1947 com a construção de uma barragem no rio Sagami, usa-se para fins recreacionais e produção hidroeléctrica. O lago também albergou as provas de canoagem nos Jogos Olímpicos de 1964 decorrido em Tóquio, que se situa a 60 km do lago.